# Ommatius angustus
Ommatius angustus är en tvåvingeart som beskrevs av Scarbrough 2003. Ommatius angustus ingår i släktet Ommatius och familjen rovflugor.
Artens utbredningsområde är Angola. Inga underarter finns listade i Catalogue of Life.